# Sint-Trudokerk (Meerhout)

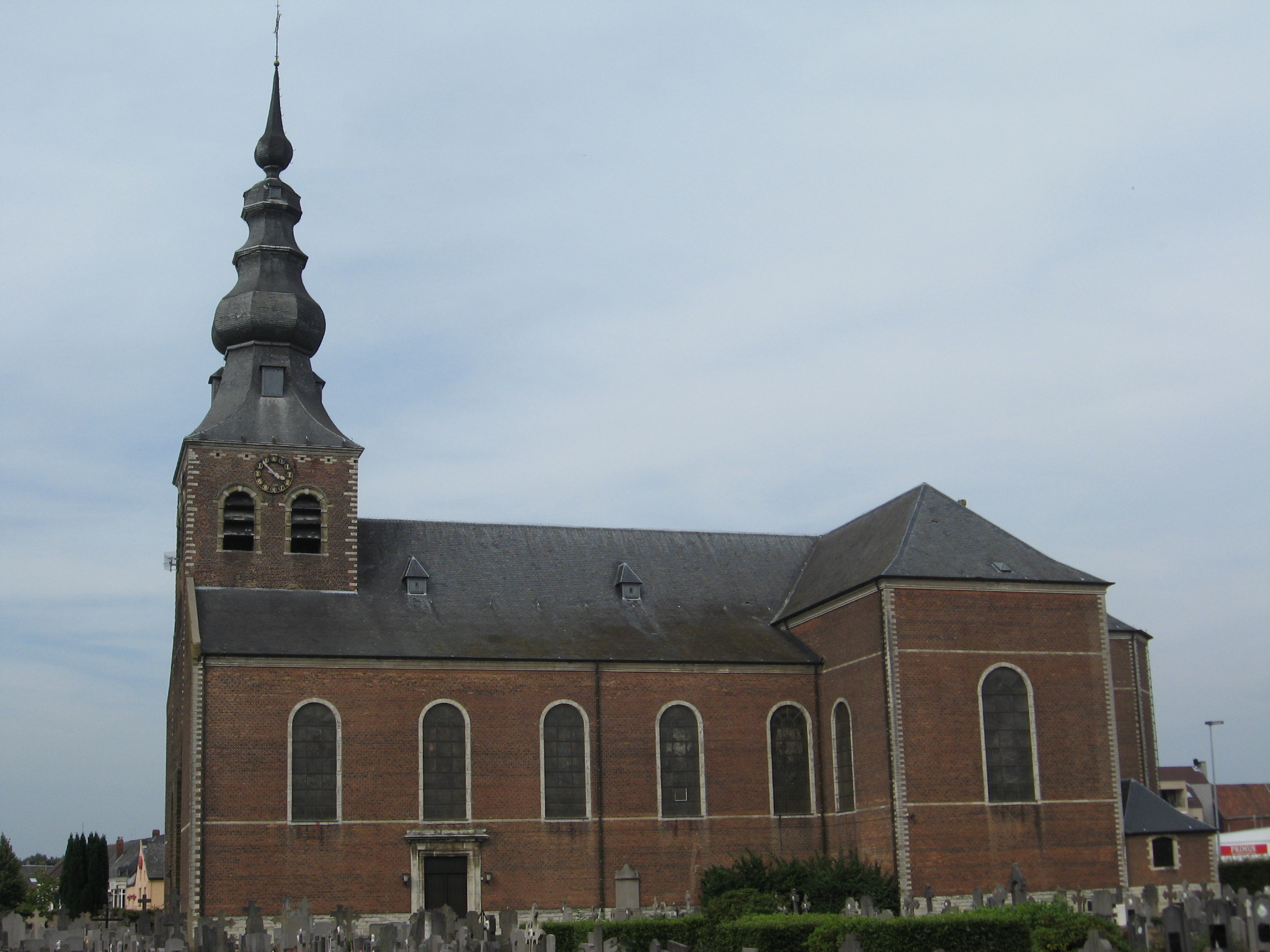
Sint-Trudokerk

De Sint-Trudokerk is de parochiekerk van de Antwerpse plaats Meerhout, gelegen aan de Markt.

## Geschiedenis
In Genebroek, dat iets ten zuiden van het dorpscentrum was gelegen, werd een kerkje gesticht dat door Sint-Lambertus
Een kerk werd op deze plaats gebouwd in opdracht van de Abdij van Maagdendal te Oplinter. Hierdoor verplaatste het centrum zich van Genebroek naar het noorden.
In 1679 vond een dorpsbrand plaats waarbij ook de kerk grotendeels werd verwoest. Van de oorspronkelijke romaanse kerk restte nog de onderbouw van de toren. In 1680 werd het bovenste deel van de toren herbouwd. In 1776 werd een nieuw kerkschip gebouwd in classicistische stijl.
In 1940 brandde de kerk alsnog uit door oorlogsgeweld en vanaf 1948 werd de kerk weer hersteld.

## Gebouw
Het betreft een driebeukige georiënteerde kruiskerk met ingebouwde westtoren. De kerk is uitgevoerd in baksteen met gebruik van zandsteen voor hoekblokken, vensteromlijstingen en dergelijke. Het koor is driezijdig afgsloten.

## Interieur
Enkele oudere beelden zijn nog aanwezig, zoals een gepolychromeerd Mariabeeld (16e-17e eeuw) en een Sint-Barbara en kruisbeeld van omstreeks 1700. Het doksaal en de orgelkast zijn van 1776 en afkomstig uit de kerk van Westmeerbeek.
Het merendeel van het interieur is uit het 3e kwart van de 20e eeuw en werd ontworpen door Camille Colruyt.